# ایوار ایچیکویتز
ایوار ایچیکویتز (انگلیسی: Ivor Ichikowitz؛  – ) کارآفرین اهل آفریقای جنوبی است، که در سال ۱۹۹۴ گروه پارامونت را تأسیس کرد.